# Suite Muzik
Suite Muzik è una raccolta pubblicata nel 2007 che raccoglie canzoni inedite di tutti gli artisti sotto contratto con La Suite Records.

## Tracce
1. DJ Double S – Intro (feat. Ensi) (musica: DJ Double S)
2. ATPC – Là fuori (musica: Rayden)
3. DJ Fede – Rock The Beatz (feat. Amir, DJ Double S) (Remix) (musica: DJ Fede)
4. Duplici – Took My (musica: Luda)
5. Ensi – Torino Top Flow (feat. DJ Double S) (musica: Junk)
6. Fat Fat Corfunk – Poesia di periferia (musica: Fat Fat Corfunk)
7. DJ Koma – Jazz Music anteprima (musica: DJ Koma)
8. The Poor Man Style – Da sola non esci (musica: Dub Lemah)
9. Principe – Credo (Luda Remix) (musica: Luda)
10. Palla & Lana – Vieni giù con noi (musica: Livio)
11. OneMic – Muoviti (Mais Remix) (musica: DJ Double S)
12. Ensi – Quattro lettere (feat. DJ Double S) (musica: Fat Fat Corfunk)
13. Jap – Mai (musica: Bosca)
14. Tsu – I veri fanno il vero (musica: Cubaclub)
15. DJ Double S – Outro (feat. Ensi) (musica: DJ Double S)